# (4527) Schoenberg
(4527) Schoenberg ist ein Asteroid des Hauptgürtels, der am 24. Juli 1982 vom amerikanischen Astronomen Edward L. G. Bowell an der Anderson Mesa Station (IAU Code 688) des Lowell-Observatoriums in Coconino County entdeckt wurde.
Benannt wurde der Asteroid nach dem österreichischen Komponisten und Musiktheoretiker Arnold Schönberg (1874–1951), dem Schöpfer der Zwölftontechnik und Protagonisten der atonalen Musik.